# Reflex

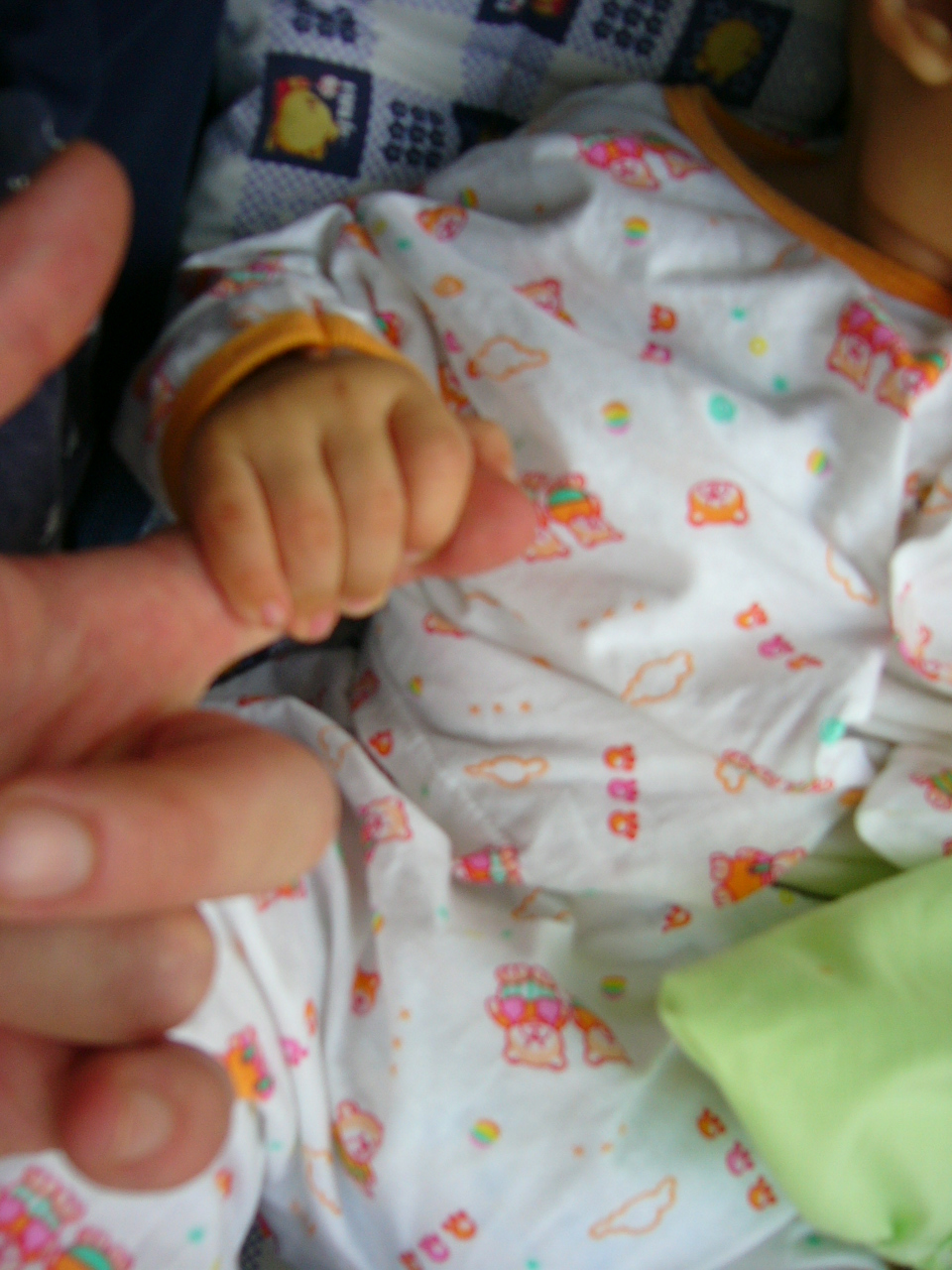
Úchopový reflex

Reflex je základní funkční prvek nervové soustavy. Je to neměnná automatická odpověď organismu na dráždění receptorů zprostředkovaná reflexním obloukem. Podle okolností vzniku lze reflexy dále rozdělit na nepodmíněné a podmíněné (získané).

## Reflexní oblouk
Reflexní oblouk se skládá (v nejsložitějším případě) z čidla (receptoru), dostředivé (aferentní) dráhy, ústředí (centra), odstředivé (eferentní) dráhy a nakonec z výkonného orgánu (efektoru).

### Monosynaptický reflex
Nejjednodušší druh reflexu se skládá jen ze dvou nervových buněk (neuronů): Aferentní (senzorický, dostředivý) neuron vede vzruch přes jedinou synapsi na eferentní (motorický, odstředivý) neuron. Celou dráhu tedy tvoří jen ony dva, byť třeba i dlouhou.
Kupříkladu během protahovacího reflexu, který prostřednictvím svalových vřetének ovlivňuje délku kosterních svalů, probíhá reflexní oblouk míchou, drážděný i výkonný orgán jsou stejné (svalové vřeténko), jedná se tedy o míšní reflex. Tak tomu je např. při patelárním reflexu: Po úderu kladívkem na šlachu čtyřhlavého svalu stehenního (lig. patellae) se automaticky vymrští noha.
Monosynaptický reflex se vyznačuje extrémně konstantní hodnotou prahu dráždivosti.[zdroj⁠?!]

### Polysynaptický reflex
Při polysynaptickém reflexu je do reflexního oblouku zapojen alespoň ještě jeden další neuron (interneuron). Prahová hodnota vzruchu není konstantní, nicméně nepodléhá velkým výkyvům.[zdroj⁠?!]

## Nepodmíněné reflexy
Nepodmíněné reflexy jsou jednoduché, zcela automatické reakce. Jsou vrozené s trvalým spojením smyslového a výkonného orgánu, za odpovídajících podmínek se dostavují vždy a stereotypně. Jejich existence je předem dána geneticky určeným průběhem nervových vláken.
- Patří mezi ně např. ochranné reflexy: kýchací, kašlací, mrkací nebo odtahující reflex končetin (pokud sáhneme na rozpálená kamna, ucukneme).
- Existuje několik reflexů, které má člověk již krátce po narození, jde tedy o novorozenecké čili primární reflexy (např. úchopový reflex).

### Další nepodmíněné reflexy
- Bainbridgeův reflex zrychlení srdeční činnosti
- dávivý reflex
- rohovkový reflex
- sací reflex
- úchopový reflex

## Podmíněné reflexy
Podmíněné reflexy jsou typem učení. Na rozdíl od nepodmíněných se podmíněné reflexy vytvářejí pouze jako dočasné, opakovanými situacemi se mohou posilovat nebo naopak vyhasínají, pokud chybí podněty neboli signály, které je vyvolaly. Podmíněný reflex vznikne např. pokud při krmení psa zazvoníme, po zhruba dvaceti opakováních stačí pouze zazvonit a pes začne slinit, jako kdyby dostával potravu: Pavlovův reflex.
Podmíněné reflexy vznikají takzvaným podmiňováním, které může být dvojího druhu. Klasické podmiňování označuje situaci, kdy je typická reakce (např. slinění psa) na typický podnět (jídlo) nahrazena stejnou reakcí, ale na jiný podnět (zvuk zvonku, vysílaný zpočátku při podávání jídla). Po čase nemusí být primární podnět přítomný a reakce je přítomna stále. Při delší absenci primárního podnětu (jídlo podané po zvonku) však dochází k vyhasínání reakce (ztrácí biologický smysl). Nejsilnějším[zdroj⁠?!] podmíněným reflexem je chuťová averze, která vzniká při negativních pocitech, které provázejí (následují) příjem potravy (silná nevolnost po požití jídla, donucování k jídlu, zejména u dětí). Druhým typem je operantní (instrumentální) podmiňování, spojené s činností subjektu. Podmiňování může být pozitivní (odměna za činnost) nebo negativní (trest). Pokud po určitém chování (dítě poprosí) přijde odměna (například bonbón), dítě bude prosit častěji. Naopak trest vede k potlačení nežádoucího chování. Operantní podmiňování je používáno při výchově (např. dětí, psů) a při drezuře zvířat. Studiem klasického podmiňování (někdy též Pavlovova) se zabýval ruský lékař Ivan Petrovič Pavlov, operantní podmiňování se váže se jmény John Watson, Burrhus Frederic Skinner a E. L. Thorndike.
I. P. Pavlov nazval soubor signálů určitého druhu signální soustavou. Rozlišujeme první a druhou signální soustavu. 
- První signální soustavu určuje soubor podmíněných reflexů na bezprostřední signály jako jsou barvy, zvuky, doteky, různé chemické, fyzikální nebo biologické jevy. Je společná člověku i zvířatům  a je základem konkrétního myšlení.
- Druhá signální soustava je soubor podmíněných reflexů na abstraktní, tedy psané nebo slovní podněty. Člověk rozlišuje nejen zvuk slova, ale i jeho obsah. Tyto schopnosti označujeme jako vyšší nervovou činnost (řeč, psaní, myšlení). Druhá signální soustava je vyvinuta jen u člověka.[2]